# كرة القدم في الألعاب الأولمبية الصيفية 2024 – مسابقة الرجال
بطولة كرة القدم للرجال في دورة الألعاب الأولمبية الصيفية 2024 أقيمت في الفترة من 24 يوليو إلى 9 أغسطس 2024. هي النسخة الثامنة والعشرون من بطولة كرة القدم الأولمبية للرجال. إلى جانب المنافسة النسائية، تقام بطولة كرة القدم للألعاب الأولمبية الصيفية 2024 في سبعة ملاعب في سبع مدن في فرنسا. ويقام النهائي في ملعب حديقة الأمراء في باريس. تقتصر الفرق المشاركة في مسابقة الرجال على اللاعبين تحت 23 عامًا (المولودين في 1 يناير 2001 أو بعده) مع السماح بحد أقصى لثلاثة لاعبين فوق السن القانوني الأولمبي.
.فازت إسبانيا بالميدالية الذهبية الثانية لها بعد تحقيقها عام 1992، بعد أن هزمت فرنسا المضيفة 5-3 بعد الوقت الإضافي في المباراة النهائية، التي أقيمت في بارك دي برينس في باريس.

## جدول المسابقة
تم الإعلان عن جدول المسابقة في 1 أبريل 2022. تم تأكيد الجدول الزمني النهائي للمباراة من قبل الفيفا في 28 يوليو 2022.
| GS | مرحلة المجموعات | QF | الدور ربع النهائي | SF | نصف النهائي | B | مباراة الميدالية البرونزية | F | مباراة الميدالية الذهبية |

| التاريخالحدث | الأربعاء 24 | الخميس 25 | الجمعة 26 | السبت 27 | الأحد 28 | الاثنين 29 | الثلاثاء 30 | الأربعاء 31 | الخميس 1 | الجمعة 2 | السبت 3 | الأحد 4 | الاثنين 5 | الثلاثاء 6 | الأربعاء 7 | الخميس 8 | الجمعة 9 | السبت 10 |
| ------------ | ----------- | --------- | --------- | -------- | -------- | ---------- | ----------- | ----------- | -------- | -------- | ------- | ------- | --------- | ---------- | ---------- | -------- | -------- | -------- |
| رجال         | GS          |           |           | GS       |          |            | GS          |             |          | QF       |         |         | SF        |            |            | B        | F        |          |

## المنتخبات الأولمبية المتأهلة
بالإضافة إلى الدولة المضيفة فرنسا، تأهل خمسة عشر فريقًا وطنيًا للرجال من ستة اتحادات قارية منفصلة. وصدقت اللجنة المنظمة لمسابقات الفيفا على توزيع المقاعد في اجتماعها يوم 24 فبراير 2022.
| طريقة التأهيل                          | تاريخ                     | الدول المضيفة            | المقاعد | المنتخبات المتأهَلة                     |
| -------------------------------------- | ------------------------- | ------------------------ | ------- | -------------------------------------- |
| البلد المضيف                           | —                         | —                        | 1       | فرنسا                                  |
| بطولة الكونكاكاف تحت 20 سنة 2022       | 18 يونيو – 3 يوليو 2022   | هندوراس                  | 2       | الولايات المتحدة · جمهورية الدومينيكان |
| بطولة أوروبا تحت 21 سنة 2023           | 21 يونيو – 8 يوليو 2023   | جورجيا · رومانيا         | 3       | إسبانيا · إسرائيل · أوكرانيا           |
| كأس الأمم الأفريقية تحت 23 سنة 2023    | 24 يونيو – 8 يوليو 2023   | المغرب                   | 3       | المغرب · مصر · مالي                    |
| بطولة تصفيات أوقيانوسيا الأولمبية 2023 | 27 أغسطس – 09 سبتمبر 2023 | نيوزيلندا                | 1       | نيوزيلندا                              |
| بطولة كونميبول ما قبل الأولمبية 2024   | 20 يناير – 11 فبراير 2024 | فنزويلا                  | 2       | باراغواي · الأرجنتين                   |
| كأس آسيا تحت 23 سنة 2024               | 15 أبريل – 3 مايو 2024    | قطر                      | 3       | اليابان · أوزبكستان · العراق           |
| مباراة فاصلة بين آسيا وأفريقيا         | 09 مايو 2024              | فرنسا                    | 1       | غينيا                                  |
| مجموع المنتخبات المتأهَلة               | مجموع المنتخبات المتأهَلة  | مجموع المنتخبات المتأهَلة | 16      | 16                                     |

## الأماكن
في 17 ديسمبر 2020 تم تأكيد اختيار ما مجموعه سبعة ملاعب.
| مارسيليا | ديسين-شاربيو (منطقة ليون)                                                                                                | باريس          |
| --- | --- | -------------- |
| ملعب مرسيليا | ملعب ليون | بارك دي برينس  |
| السعة: 67,394 | السعة: 59,186 | السعة: 47,929  |
| | |                |
| مارسيليا ديسين-شاربيو باريس بوردو سانت إتيان نيس نانتكرة القدم في الألعاب الأولمبية الصيفية 2024 – مسابقة الرجال (فرنسا) | مارسيليا ديسين-شاربيو باريس بوردو سانت إتيان نيس نانتكرة القدم في الألعاب الأولمبية الصيفية 2024 – مسابقة الرجال (فرنسا) | بوردو          |
| مارسيليا ديسين-شاربيو باريس بوردو سانت إتيان نيس نانتكرة القدم في الألعاب الأولمبية الصيفية 2024 – مسابقة الرجال (فرنسا) | مارسيليا ديسين-شاربيو باريس بوردو سانت إتيان نيس نانتكرة القدم في الألعاب الأولمبية الصيفية 2024 – مسابقة الرجال (فرنسا) | ملعب بوردو     |
| مارسيليا ديسين-شاربيو باريس بوردو سانت إتيان نيس نانتكرة القدم في الألعاب الأولمبية الصيفية 2024 – مسابقة الرجال (فرنسا) | مارسيليا ديسين-شاربيو باريس بوردو سانت إتيان نيس نانتكرة القدم في الألعاب الأولمبية الصيفية 2024 – مسابقة الرجال (فرنسا) | السعة: 42,115  |
| مارسيليا ديسين-شاربيو باريس بوردو سانت إتيان نيس نانتكرة القدم في الألعاب الأولمبية الصيفية 2024 – مسابقة الرجال (فرنسا) | مارسيليا ديسين-شاربيو باريس بوردو سانت إتيان نيس نانتكرة القدم في الألعاب الأولمبية الصيفية 2024 – مسابقة الرجال (فرنسا) |                |
| سانت إتيان | نيس | نانت           |
| ملعب جوفروا غيشار | أليانز ريفييرا | ملعب لا بوجوار |
| السعة: 41,965 | السعة: 36,178 | السعة: 35,322  |
| | |                |

## تشكيلة المنتخبات
كان على كل فريق أن يقدم قائمة للفريق مكونة من 18 لاعبًا، اثنان منهم يجب أن يكونا حراس مرمى مع ما لا يقل عن خمسة عشر لاعبًا من مواليد 1 يناير 2001 أو بعده، مع إمكانية اضافة ثلاثة لاعبين يكونوا أكبر سنًا. بالإضافة إلى ذلك يمكن أن يكون لكل فريق أيضًا قائمة بأربعة لاعبين بدلاء، الذين قد يحلون محل أي لاعب في الفريق في حالة الإصابة أثناء البطولة.

## مسؤولو المباراة
أصدر الاتحاد الدولي لكرة القدم الفيفا في 3 أبريل 2024 قائمة حكام المباريات الذين سيديرون الألعاب الأولمبية. عينت لجنة الحكام بالاتحاد الدولي لكرة القدم (فيفا) 89 حكماً (21 حكم ساحة و42 حكماً مساعداً و20 حكماً لتقنية للفيديو وستة حكام معاونين) من 45 دولة لإدارة مباريات في دورة الألعاب الأولمبية باريس 2024.
| م  | حكم الساحة                |
| -- | ------------------------- |
| 1  | فرانسوا ليتكسير           |
| 2  | إسبن إسكوس                |
| 3  | غلين نيبرج                |
| 4  | تيس أولوفسون              |
| 5  | ريبيكا ويلش               |
| م  | الحكام المساعدين          |
| 1  | سيريل مونييه              |
| 2  | مهدي رحموني               |
| 3  | إسحاق باشيفكين            |
| 4  | جان إريك إنجان            |
| 5  | مهبود بيجي                |
| 6  | أندرياس سوديركفيست        |
| 7  | ألميرا سباهيتش            |
| 8  | إيميلي كارني              |
| 9  | فرانشيسكا دي مونتي        |
| 10 | فرانكا أوفيرتوم           |
| م  | حكم تقنية الفيديو المساعد |
| 1  | إيفان بيبيك               |
| 2  | ديفيد كوت                 |
| 3  | جيروم بريسارد             |
| 4  | باولو فاليري              |
| 5  | روب ديبرينك               |
| 6  | أوفيديو هاتسيغان          |
| 7  | كارلوس ديل سيرو غراندي    |
| 8  | كاتالين كولشار            |
| م  | معاون حكم                 |
| 1  | فريدا كلارلوند            |
| 2  | يلينا تسفيتكوفيتش         |

| م | حكم الساحة                |
| - | ------------------------- |
| 1 | عادل النقبي               |
| 2 | إيلغز تانتشيف             |
| 3 | كيم يو جيونغ.             |
| 4 | يوشيمي ياماشيتا           |
| م | الحكام المساعدين          |
| 1 | أحمد سعيد الراشدي         |
| 2 | سبيت عبيد سرور العلي      |
| 3 | تيمور غانولين             |
| 4 | أندري تسابينكو            |
| 5 | ماكوتو بوزونو             |
| 6 | ناومي تيشيروغي            |
| 7 | جوانا تشاراكتيس           |
| 8 | مي سوك بارك               |
| م | حكم تقنية الفيديو المساعد |
| 1 | خميس المري                |
| 2 | سيفاكورن بو أودوم         |
| 3 | كايت جاسويتز              |
| م | معاون حكم                 |
| 1 | فيرونيكا فيرناتسكايا      |

| م | حكم الساحة                |
| - | ------------------------- |
| 1 | دحان بيدا                 |
| 2 | محمود علي إسماعيل         |
| 3 | بشرى كربوبي               |
| م | الحكام المساعدين          |
| 1 | ليبان عبد الرزاق أحمد     |
| 2 | إلفيس نوبو                |
| 3 | جيرسون دوس سانتوس         |
| 4 | ستيفن ييمبي               |
| 5 | ديانا شيكوتيشا            |
| 6 | فتيحة جرمومي              |
| م | حكم تقنية الفيديو المساعد |
| 1 | لحلو بن براهم             |
| 2 | محمود عاشور               |
| م | معاون حكم                 |
| 1 | شميرة نبادا               |

| م | حكم الساحة                |
| - | ------------------------- |
| 1 | درو فيشر                  |
| 2 | سعيد مارتينيز             |
| 3 | كاتيا إيتزيل غارسيا       |
| 4 | توري بينسو                |
| م | الحكام المساعدين          |
| 1 | لياس عرفة                 |
| 2 | مايكل بارفيجن             |
| 3 | والتر لوبيز               |
| 4 | كريستيان راميريز          |
| 5 | كارين دياز ميدينا         |
| 6 | ساندرا راميريز            |
| 7 | بروك مايو                 |
| 8 | كاثرين نسبيت              |
| م | حكم تقنية الفيديو المساعد |
| 1 | دانون برشمينت             |
| 2 | غييرمو باتشيكو            |
| 3 | تاتيانا غوزمان            |
| م | معاون حكم                 |
| 1 | أوديت هاملتون             |

| م | حكم الساحة                |
| - | ------------------------- |
| 1 | يائيل فالكون              |
| 2 | رامون أباتي               |
| 3 | إيدينا ألفيس              |
| 4 | إميكار كالديراس           |
| م | الحكام المساعدين          |
| 1 | فاكوندو رودريغيز          |
| 2 | ماكسيميليانو ديل ييسو     |
| 3 | رافائيل ألفيس             |
| 4 | غييرمي كاميلو             |
| 5 | نيوزا باك                 |
| 6 | فابريني بيفيلاكوا كوستا   |
| 7 | ماري بلانكو               |
| 8 | ميغداليا رودريغيز         |
| م | حكم تقنية الفيديو المساعد |
| 1 | هيكتور باليتا             |
| 2 | رودريغو كارفاخال          |
| 3 | ليودان غونزاليس           |
| 4 | ديان مونيز                |
| م | معاون حكم                 |
| 1 | أناهي فرنانديز            |

| م | حكم الساحة            |
| - | --------------------- |
| 1 | كامبل كيرك كاوانا واه |
| م | الحكام المساعدين      |
| 1 | إسحاق تريفيس          |
| 2 | برنارد موتوكيرا       |

## القرعة
أجريت قرعة المجموعات في 20 مارس 2024، الساعة 20:00 بتوقيت وسط أوروبا (UTC+1)، في مبنى بالس في سان دوني، فرنسا. تم تقسيم الفرق الستة عشر إلى أربع مجموعات تضم كل منها أربعة منتخبات. تم تصنيف فرنسا المضيفة تلقائيًا في الوعاء الأول ووضعها في المركز الأول من المجموعة الأولى، في حين تم تصنيف الفرق المتبقية في الأوعية الخاصة بها بناءً على نتائجها في آخر خمس بطولات أولمبية لكرة القدم للرجال (مع البطولات الأحدث ذات وزن أكبر) وذلك على النحو التالي:
- بطولة كرة القدم الأولمبية للرجال 2004: قيمة 20% من إجمالي النقاط؛
- بطولة كرة القدم الأولمبية للرجال 2008: قيمة 40% من إجمالي النقاط؛
- بطولة كرة القدم الأولمبية للرجال 2012: قيمة 60% من إجمالي النقاط؛
- بطولة كرة القدم الأولمبية للرجال 2016: قيمة 80% من إجمالي النقاط؛
- بطولة كرة القدم الأولمبية للرجال 2020: قيمة 100% من إجمالي النقاط.

علاوة على ذلك، تمت إضافة خمس نقاط إضافية إلى كل من أبطال القارة الستة من البطولات المؤهلة.
| الوعاء | المنتخب             | الاتحاد    | 2004                                                             | 2004                                                             | 2008                                                             | 2008                                                             | 2012                                                             | 2012                                                             | 2016                                                             | 2016                                                             | 2020                                                             | BP                                                               | المجموع النقاط                                                   |                                                                  |
| الوعاء | المنتخب             | الاتحاد    | نقطة                                                             | 20%                                                              | نقطة                                                             | 40%                                                              | نقطة                                                             | 60%                                                              | نقطة                                                             | 80%                                                              | نقطة 100%                                                        | BP                                                               | المجموع النقاط                                                   |                                                                  |
| ------ | ------------------- | ---------- | ---------------------------------------------------------------- | ---------------------------------------------------------------- | ---------------------------------------------------------------- | ---------------------------------------------------------------- | ---------------------------------------------------------------- | ---------------------------------------------------------------- | ---------------------------------------------------------------- | ---------------------------------------------------------------- | ---------------------------------------------------------------- | ---------------------------------------------------------------- | ---------------------------------------------------------------- | ---------------------------------------------------------------- |
| 1      | فرنسا (H)           | يويفا      | الدولة المضيفة، يتم تعيينها تلقائيًا في الوعاء 1                  | الدولة المضيفة، يتم تعيينها تلقائيًا في الوعاء 1                  | الدولة المضيفة، يتم تعيينها تلقائيًا في الوعاء 1                  | الدولة المضيفة، يتم تعيينها تلقائيًا في الوعاء 1                  | الدولة المضيفة، يتم تعيينها تلقائيًا في الوعاء 1                  | الدولة المضيفة، يتم تعيينها تلقائيًا في الوعاء 1                  | الدولة المضيفة، يتم تعيينها تلقائيًا في الوعاء 1                  | الدولة المضيفة، يتم تعيينها تلقائيًا في الوعاء 1                  | الدولة المضيفة، يتم تعيينها تلقائيًا في الوعاء 1                  | الدولة المضيفة، يتم تعيينها تلقائيًا في الوعاء 1                  | الدولة المضيفة، يتم تعيينها تلقائيًا في الوعاء 1                  | الدولة المضيفة، يتم تعيينها تلقائيًا في الوعاء 1                  |
| 1      | اليابان (آسيا 1)    | آسيا       | 3                                                                | 0.6                                                              | 0                                                                | 0                                                                | 10                                                               | 6                                                                | 4                                                                | 3.2                                                              | 10                                                               |                                                                  | 19.8                                                             |                                                                  |
| 1      | أوزبكستان (آسيا 2)  | آسيا       | 5                                                                | 1                                                                | 4                                                                | 1.6                                                              | 9                                                                | 5.4                                                              | 7                                                                | 5.6                                                              | 6                                                                | 19.6                                                             |                                                                  |                                                                  |
| 1      | الأرجنتين           | كونميبول   | 18                                                               | 3.6                                                              | 18                                                               | 7.2                                                              | غ/م                                                              | غ/م                                                              | 4                                                                | 3.2                                                              | 4                                                                | 18                                                               |                                                                  |                                                                  |
|        |                     |            |                                                                  |                                                                  |                                                                  |                                                                  |                                                                  |                                                                  |                                                                  |                                                                  |                                                                  |                                                                  |                                                                  |                                                                  |
| 2      | إسبانيا             | يويفا      | غ/م                                                              | غ/م                                                              | غ/م                                                              | غ/م                                                              | 1                                                                | 0.6                                                              | غ/م                                                              | غ/م                                                              | 11                                                               | +5                                                               | 16.6                                                             |                                                                  |
| 2      | نيوزيلندا           | أوقيانوسيا | غ/م                                                              | غ/م                                                              | 1                                                                | 0.4                                                              | 1                                                                | 0.6                                                              | غ/م                                                              | غ/م                                                              | 5                                                                | +5                                                               | 11                                                               |                                                                  |
| 2      | باراغواي            | كونميبول   | 12                                                               | 2.4                                                              | غ/م                                                              | غ/م                                                              | غ/م                                                              | غ/م                                                              | غ/م                                                              | غ/م                                                              | غ/م                                                              | +5                                                               | 7.4                                                              |                                                                  |
| 2      | المغرب              | كاف        | 4                                                                | 0.8                                                              | غ/م                                                              | غ/م                                                              | 2                                                                | 1.2                                                              | غ/م                                                              | غ/م                                                              | غ/م                                                              | +5                                                               | 7                                                                |                                                                  |
|        |                     |            |                                                                  |                                                                  |                                                                  |                                                                  |                                                                  |                                                                  |                                                                  |                                                                  |                                                                  |                                                                  |                                                                  |                                                                  |
| 3      | الولايات المتحدة    | كونكاكاف   | غ/م                                                              | غ/م                                                              | 4                                                                | 1.6                                                              | غ/م                                                              | غ/م                                                              | غ/م                                                              | غ/م                                                              | غ/م                                                              | +5                                                               | 6.6                                                              |                                                                  |
| 3      | مصر                 | كاف        | غ/م                                                              | غ/م                                                              | غ/م                                                              | غ/م                                                              | 4                                                                | 2.4                                                              | غ/م                                                              | غ/م                                                              | 4                                                                |                                                                  | 6.4                                                              |                                                                  |
| 3      | العراق (آسيا3)      | آسيا       | —                                                                | —                                                                | 1                                                                | 0.4                                                              | غ/م                                                              | غ/م                                                              | غ/م                                                              | غ/م                                                              | 3                                                                | 3.4                                                              |                                                                  |                                                                  |
| 3      | مالي                | كاف        | 5                                                                | 1                                                                | غ/م                                                              | غ/م                                                              | غ/م                                                              | غ/م                                                              | غ/م                                                              | غ/م                                                              | غ/م                                                              | 1                                                                |                                                                  |                                                                  |
|        |                     |            |                                                                  |                                                                  |                                                                  |                                                                  |                                                                  |                                                                  |                                                                  |                                                                  |                                                                  |                                                                  |                                                                  |                                                                  |
| 4      | جمهورية الدومينيكان | كونكاكاف   | غ/م                                                              | غ/م                                                              | غ/م                                                              | غ/م                                                              | غ/م                                                              | غ/م                                                              | غ/م                                                              | غ/م                                                              | غ/م                                                              |                                                                  | 0                                                                |                                                                  |
| 4      | إسرائيل             | يويفا      | غ/م                                                              | غ/م                                                              | غ/م                                                              | غ/م                                                              | غ/م                                                              | غ/م                                                              | غ/م                                                              | غ/م                                                              | غ/م                                                              | 0                                                                |                                                                  |                                                                  |
| 4      | أوكرانيا            | يويفا      | غ/م                                                              | غ/م                                                              | غ/م                                                              | غ/م                                                              | غ/م                                                              | غ/م                                                              | غ/م                                                              | غ/م                                                              | غ/م                                                              | 0                                                                |                                                                  |                                                                  |
| 4      | غينيا               | كاف        | الفائزون في تصفيات آسيا والكاف، يتم تعيينهم تلقائيًا إلى الوعاء 4 | الفائزون في تصفيات آسيا والكاف، يتم تعيينهم تلقائيًا إلى الوعاء 4 | الفائزون في تصفيات آسيا والكاف، يتم تعيينهم تلقائيًا إلى الوعاء 4 | الفائزون في تصفيات آسيا والكاف، يتم تعيينهم تلقائيًا إلى الوعاء 4 | الفائزون في تصفيات آسيا والكاف، يتم تعيينهم تلقائيًا إلى الوعاء 4 | الفائزون في تصفيات آسيا والكاف، يتم تعيينهم تلقائيًا إلى الوعاء 4 | الفائزون في تصفيات آسيا والكاف، يتم تعيينهم تلقائيًا إلى الوعاء 4 | الفائزون في تصفيات آسيا والكاف، يتم تعيينهم تلقائيًا إلى الوعاء 4 | الفائزون في تصفيات آسيا والكاف، يتم تعيينهم تلقائيًا إلى الوعاء 4 | الفائزون في تصفيات آسيا والكاف، يتم تعيينهم تلقائيًا إلى الوعاء 4 | الفائزون في تصفيات آسيا والكاف، يتم تعيينهم تلقائيًا إلى الوعاء 4 | الفائزون في تصفيات آسيا والكاف، يتم تعيينهم تلقائيًا إلى الوعاء 4 |

ملاحظات
1. 1 2 3  بما أن المنتخبات الثلاثة المتأهلة من خلال كأس آسيا تحت 23 سنة لم يتم معرفتها إلا بعد إجراء القرعة، فقد تم تخصيص أماكن حسب تصنيف منتخبات الاتحاد الآسيوي في بطولة كرة القدم الأولمبية للرجال طوكيو 2020، أي نتائج اليابان وكوريا الجنوبية. وأستراليا في البطولات الخمس السابقة لكرة القدم الأولمبية للرجال تم أخذها بعين الاعتبار. تمت تحديد الأماكن باسم "آسيا 1" و"آسيا 2" و"آسيا 3".[15]
2. ↑  نظرًا لأن  مباراة فاصلة بين الاتحاد الآسيوي لكرة القدم والاتحاد الإفريقي لكرة القدم كان من المقرر أن تُلعب بعد القرعة، فقد تم تخصيص المكان إلى الوعاء الرابع ولن يتم سحبه إلى مجموعة تحتوي بالفعل على فريق آسيا أو كاف.[15]

بدأت القرعة بسحب الفرق من الوعاء الأول أولاً ووضعها في المركز الأول من مجموعاتها (تم تعيين فرنسا المضيفة تلقائيًا إلى الوعاء الأول). ثم تم سحب الفرق من الوعاء الثاني، يليه الوعاء الثالث والوعاء الرابع، مع سحب كل فريق أيضًا إلى أحد المراكز داخل مجموعته، ولا يمكن لأي مجموعة أن تحتوي على أكثر من فريق واحد من كل اتحاد قاري.استضاف الحفل المذيع المحلي فابيان ليفيك وأداره مدير البطولات في فيفا خايمي يارزا وكبير مسؤولي كرة القدم للسيدات ساراي باريمان، مع لاعب كرة القدم الأرجنتيني السابق خافيير سافيولا والرياضي الفرنسي سباقات المضمار والميدان أسطورة ماري خوسيه بيريك كمساعدين في الرسم.
وأسفرت القرعة عن المجموعات التالية:
| م   | المنتخب          |
| --- | ---------------- |
| أ 1 | فرنسا            |
| أ 2 | الولايات المتحدة |
| أ 3 | غينيا            |
| أ 4 | نيوزيلندا        |

| م   | المنتخب   |
| --- | --------- |
| ب 1 | الأرجنتين |
| ب 2 | المغرب    |
| ب 3 | العراق    |
| ب 4 | أوكرانيا  |

| م   | المنتخب             |
| --- | ------------------- |
| ج 1 | أوزبكستان           |
| ج 2 | إسبانيا             |
| ج 3 | مصر                 |
| ج 4 | جمهورية الدومينيكان |

| م   | المنتخب  |
| --- | -------- |
| د 1 | اليابان  |
| د 2 | باراغواي |
| د 3 | مالي     |
| د 4 | إسرائيل  |

ملاحظات
1. 1 2 3 4  ولم تكن هوية هذه الفرق معروفة وقت إجراء القرعة.

## مرحلة المجموعات
تم تقسيم البلدان المتنافسة إلى أربع مجموعات من أربعة فرق، يُشار إليها بالمجموعات أ، ب، ج، د. تلعب الفرق في كل مجموعة بعضها البعض على أساس جولة روبن، مع احتلال تتأهل الفرق في المركزالأول والثاني في كل مجموعة إلى دور ربع النهائي.
جميع الأوقات بالتوقيت المحلي، CEST (UTC+2).

### كسر التعادل
يتم تحديد ترتيب الفرق في دور المجموعات على النحو التالي:
1. النقاط التي تم الحصول عليها في جميع مباريات المجموعة (ثلاث نقاط للفوز، ونقطة للتعادل، ولا شيء للهزيمة)؛
2. فارق الأهداف في جميع مباريات المجموعة؛
3. عدد الأهداف المسجلة في جميع مباريات المجموعة؛
4. النقاط التي تم الحصول عليها في المباريات التي لعبت بين الفرق المعنية؛
5. فارق الأهداف في المباريات التي لعبت بين الفرق المعنية؛
6. عدد الأهداف المسجلة في المباريات التي لعبت بين الفرق المعنية؛
7. نقاط اللعب النظيف في جميع مباريات المجموعة (يمكن تطبيق خصم واحد فقط على اللاعب في مباراة واحدة):   - البطاقة الصفراء: −1 نقطة؛
  - البطاقة الحمراء غير المباشرة (البطاقة الصفراء الثانية): −3 نقاط؛
  - البطاقة الحمراء المباشرة: −4 نقاط؛
  - البطاقة الصفراء والبطاقة الحمراء المباشرة: −5 نقاط؛
8. سحب القرعة.

### المجموعة أ
| م | الفريق           | لعب | ف | ت | خ | أ.له | أ.ع | أ.ف | نقاط | التأهل                      |
| - | ---------------- | --- | - | - | - | ---- | --- | --- | ---- | --------------------------- |
| 1 | فرنسا (H)        | 3   | 3 | 0 | 0 | 7    | 0   | +7  | 9    | التأهل إلى دور خروج المغلوب |
| 2 | الولايات المتحدة | 3   | 2 | 0 | 1 | 7    | 4   | +3  | 6    | التأهل إلى دور خروج المغلوب |
| 3 | نيوزيلندا        | 3   | 1 | 0 | 2 | 3    | 8   | −5  | 3    |                             |
| 4 | غينيا            | 3   | 0 | 0 | 3 | 1    | 6   | −5  | 0    |                             |

| غينيا       | 1–2   | نيوزيلندا             |
| ----------- | ----- | --------------------- |
| دياوارا 72' | تقرير | 25' غاربيت · 76' واين |

| فرنسا                              | 3–0   | الولايات المتحدة |
| ---------------------------------- | ----- | ---------------- |
| لاكازيت 61' · أوليز 69' · بادي 85' | تقرير |                  |

| نيوزيلندا  | 1–4   | الولايات المتحدة                                                |
| ---------- | ----- | --------------------------------------------------------------- |
| راندال 78' | تقرير | 10' (ركلة.) ميهايلوفيتش · 12' زيميرمان · 30' بوسيو · 58'آرونسون |

| فرنسا        | 1–0   | غينيا |
| ------------ | ----- | ----- |
| سيلديليا 75' | تقرير |       |

| نيوزيلندا | 0–3   | فرنسا                                 |
| --------- | ----- | ------------------------------------- |
|           | تقرير | 19' ماتيتا · 71' دوي · 74' كاليمويندو |

| الولايات المتحدة                     | 3–0   | غينيا |
| ------------------------------------ | ----- | ----- |
| - ميهايلوفيتش 14' - باريديس 31'، 75' | تقرير |       |

### المجموعة ب
| م | الفريق    | لعب | ف | ت | خ | أ.له | أ.ع | أ.ف | نقاط | التأهل                      |
| - | --------- | --- | - | - | - | ---- | --- | --- | ---- | --------------------------- |
| 1 | المغرب    | 3   | 2 | 0 | 1 | 6    | 3   | +3  | 6    | التأهل إلى دور خروج المغلوب |
| 2 | الأرجنتين | 3   | 2 | 0 | 1 | 6    | 3   | +3  | 6    | التأهل إلى دور خروج المغلوب |
| 3 | أوكرانيا  | 3   | 1 | 0 | 2 | 3    | 5   | −2  | 3    |                             |
| 4 | العراق    | 3   | 1 | 0 | 2 | 3    | 7   | −4  | 3    |                             |

1. 1 2  نقاط المواجهات المباشرة: المغرب 3، الأرجنتين 0.

| الأرجنتين   | 1–2   | المغرب                   |
| ----------- | ----- | ------------------------ |
| سيميوني 68' | تقرير | 45+2'، 51' (ركلة.) رحيمي |

| العراق                                 | 2–1   | أوكرانيا      |
| -------------------------------------- | ----- | ------------- |
| - أيمن حسين 57' (ركلة.) - علي جاسم 75' | تقرير | 53' روبشينسكي |

| الأرجنتين                               | 3–1   | العراق          |
| --------------------------------------- | ----- | --------------- |
| - ألمادا 14' - غوندو 62' - فرنانديز 85' | تقرير | 45+5' أيمن حسين |

| أوكرانيا                        | 2–1   | المغرب            |
| ------------------------------- | ----- | ----------------- |
| - كريسكيف 22' - كراسنوبير 90+8' | تقرير | 64' (ركلة.) رحيمي |

| أوكرانيا | 0–2   | الأرجنتين                   |
| -------- | ----- | --------------------------- |
|          | تقرير | 47' ألمادا · 90+1' إتشيفيري |

| المغرب                                      | 3–0   | العراق |
| ------------------------------------------- | ----- | ------ |
| - ريتشاردسون 19' - رحيمي 28' - الزلزولي 36' | تقرير |        |

### المجموعة ج
| م | الفريق              | لعب | ف | ت | خ | أ.له | أ.ع | أ.ف | نقاط | التأهل                      |
| - | ------------------- | --- | - | - | - | ---- | --- | --- | ---- | --------------------------- |
| 1 | مصر                 | 3   | 2 | 1 | 0 | 3    | 1   | +2  | 7    | التأهل إلى دور خروج المغلوب |
| 2 | إسبانيا             | 3   | 2 | 0 | 1 | 6    | 4   | +2  | 6    | التأهل إلى دور خروج المغلوب |
| 3 | جمهورية الدومينيكان | 3   | 0 | 2 | 1 | 2    | 4   | −2  | 2    |                             |
| 4 | أوزبكستان           | 3   | 0 | 1 | 2 | 2    | 4   | −2  | 1    |                             |

| أوزبكستان                 | 1–2   | إسبانيا               |
| ------------------------- | ----- | --------------------- |
| - شومورودوف 45+3' (ركلة.) | تقرير | 28' بوبيل · 62' جوميز |

| مصر | 0–0   | جمهورية الدومينيكان |
| --- | ----- | ------------------- |
|     | تقرير |                     |

| جمهورية الدومينيكان | 1–3   | إسبانيا                             |
| ------------------- | ----- | ----------------------------------- |
| مونتيس دي أوكا 38'  | تقرير | 24' لوبيز · 55' باينا · 70' غوتيريز |

| أوزبكستان | 0–1   | مصر           |
| --------- | ----- | ------------- |
|           | تقرير | 11' أحمد كوكا |

| جمهورية الدومينيكان | 1–1   | أوزبكستان  |
| ------------------- | ----- | ---------- |
| نونيز 51' (ركلة.)   | تقرير | 58' وديلوف |

| إسبانيا        | 1–2   | مصر                   |
| -------------- | ----- | --------------------- |
| أوموروديون 90' | تقرير | 40'، 62' إبراهيم عادل |

### المجموعة د
| م | الفريق   | لعب | ف | ت | خ | أ.له | أ.ع | أ.ف | نقاط | التأهل                      |
| - | -------- | --- | - | - | - | ---- | --- | --- | ---- | --------------------------- |
| 1 | اليابان  | 3   | 3 | 0 | 0 | 7    | 0   | +7  | 9    | التأهل إلى دور خروج المغلوب |
| 2 | باراغواي | 3   | 2 | 0 | 1 | 5    | 7   | −2  | 6    | التأهل إلى دور خروج المغلوب |
| 3 | مالي     | 3   | 0 | 1 | 2 | 1    | 3   | −2  | 1    |                             |
| 4 | إسرائيل  | 3   | 0 | 1 | 2 | 3    | 6   | −3  | 1    |                             |

| اليابان                                         | 5–0   | باراغواي |
| ----------------------------------------------- | ----- | -------- |
| - ميتو 18'، 63' - ياماموتو 69' - فوغيو 81'، 87' | تقرير |          |

| مالي       | 1–1   | إسرائيل                     |
| ---------- | ----- | --------------------------- |
| دومبيا 63' | تقرير | 56' (هدف في مرماه) ح. ديالو |

| إسرائيل                   | 2–4   | باراغواي                                             |
| ------------------------- | ----- | ---------------------------------------------------- |
| - غاندلمان 53' - غلوخ 80' | تقرير | 25'، 90+6' م. فرنانديز · 69' إنسيسو · 90+3' بالبوينا |

| اليابان      | 1–0   | مالي |
| ------------ | ----- | ---- |
| ياماموتو 82' | تقرير |      |

| إسرائيل | 0–1   | اليابان      |
| ------- | ----- | ------------ |
|         | تقرير | 90+1' هوسويا |

| باراغواي       | 1–0   | مالي |
| -------------- | ----- | ---- |
| م. فرنانديز 5' | تقرير |      |

## دور خروج المغلوب
في دور خروج المغلوب، في حال استمرار حالة التعادل في نتيجة المباراة في نهاية الوقت الأصلي، يتم لعب وقت إضافي على فترتين مدة كل شوط 15 دقيقة، وفي حال استمرار التعادل يتم اللجوء إلى ركلات الترجيح لتحديد المنتخب الفائز لينتقل إلى الجولة المقبلة.

### المسار
|  | ربع النهائي            | ربع النهائي        |                        |       | نصف النهائي                | نصف النهائي                |  |  | مباراة الميدالية الذهبية | مباراة الميدالية الذهبية |
|  |                        |                    |                        |       |                            |                            |  |  |                          |                          |
|  | 2 أغسطس - بوردو        |                    |                        |       |                            |                            |  |  |                          |                          |
|  |                        |                    |                        |       |                            |                            |  |  |                          |                          |
|  | فرنسا                  | 1                  |                        |       |                            |                            |  |  |                          |                          |
|  | فرنسا                  | 1                  | 5 أغسطس - ديسين-شاربيو |       |                            |                            |  |  |                          |                          |
|  | الأرجنتين              | 0                  |                        |       |                            |                            |  |  |                          |                          |
|  | الأرجنتين              | 0                  | فرنسا                  | 3     |                            |                            |  |  |                          |                          |
|  | 2 أغسطس - مارسيليا     |                    | فرنسا                  | 3     |                            |                            |  |  |                          |                          |
|  |                        | مصر                | 1                      |       |                            |                            |  |  |                          |                          |
|  | مصر                    | مصر                | 1                      | 1 (5) |                            |                            |  |  |                          |                          |
|  | مصر                    |                    | 9 أغسطس - باريس        | 1 (5) |                            |                            |  |  |                          |                          |
|  | باراغواي               | 1 (4)              |                        |       |                            |                            |  |  |                          |                          |
|  | باراغواي               | 1 (4)              | فرنسا                  | 3     |                            |                            |  |  |                          |                          |
|  | 2 أغسطس - باريس        |                    | فرنسا                  | 3     |                            |                            |  |  |                          |                          |
|  |                        | إسبانيا            | 5                      |       |                            |                            |  |  |                          |                          |
|  | المغرب                 | إسبانيا            | 5                      | 4     |                            |                            |  |  |                          |                          |
|  | المغرب                 | 5 أغسطس - مارسيليا |                        | 4     |                            |                            |  |  |                          |                          |
|  | الولايات المتحدة       | 0                  |                        |       |                            |                            |  |  |                          |                          |
|  | الولايات المتحدة       | 0                  | المغرب                 | 1     |                            |                            |  |  |                          |                          |
|  | 2 أغسطس - ديسين-شاربيو |                    | المغرب                 | 1     |                            |                            |  |  |                          |                          |
|  |                        | إسبانيا            | 2                      |       | مباراة الميدالية البرونزية | مباراة الميدالية البرونزية |  |  |                          |                          |
|  | اليابان                | إسبانيا            | 2                      | 0     | مباراة الميدالية البرونزية | مباراة الميدالية البرونزية |  |  |                          |                          |
|  | اليابان                |                    | 8 أغسطس - نانت         | 0     |                            |                            |  |  |                          |                          |
|  | إسبانيا                | 3                  |                        |       |                            |                            |  |  |                          |                          |
|  | إسبانيا                | 3                  | مصر                    | 0     |                            |                            |  |  |                          |                          |
|  |                        |                    |                        |       |                            |                            |  |  |                          |                          |
|  | المغرب                 | 6                  |                        |       |                            |                            |  |  |                          |                          |
|  | المغرب                 | 6                  |                        |       |                            |                            |  |  |                          |                          |

## ربع النهائي
| المغرب                                                             | 4–0   | الولايات المتحدة |
| ------------------------------------------------------------------ | ----- | ---------------- |
| - رحيمي 29' (ركلة.) - أخوماش 63' - حكيمي 70' - موهوب 90+1' (ركلة.) | تقرير |                  |

| اليابان | 0–3   | إسبانيا                      |
| ------- | ----- | ---------------------------- |
|         | تقرير | 73'، 11' ف. لوبيز · 86' رويز |

| مصر                                                                     | 1–1 (ب.و.إ.) | باراغواي                                         |
| ----------------------------------------------------------------------- | ------------ | ------------------------------------------------ |
| إبراهيم عادل 88'                                                        | تقرير        | 71' د. غوميز                                     |
| ركلات الترجيح                                                           |              |                                                  |
| - أحمد كوكا - محمد النني - كريم الدبيس - حسام عبد المجيد - إبراهيم عادل | 5–4          | - د. غوميز - بيريز - فييرا - م. غوميز - بالبوينا |

| فرنسا     | 1–0   | الأرجنتين |
| --------- | ----- | --------- |
| ماتيتا 5' | تقرير |           |

## نصف النهائي
| المغرب            | 1–2   | إسبانيا                   |
| ----------------- | ----- | ------------------------- |
| رحيمي 37' (ركلة.) | تقرير | 65' ف. لوبيز · 86' سانشيز |

| فرنسا                          | 3–1 (ب.و.إ.) | مصر      |
| ------------------------------ | ------------ | -------- |
| - ماتيتا 83'، 99' - أوليز 108' | تقرير        | 62' صابر |

## مباراة الميدالية البرونزية
| مصر | 0–6   | المغرب                                                            |
| --- | ----- | ----------------------------------------------------------------- |
|     | تقرير | 23' الزلزولي · 26'، 64' رحيمي · 51' الخنوس · 73' نقاش · 87' حكيمي |

## مباراة الميدالية الذهبية
| فرنسا                                           | 3–5 (ب.و.إ.) | إسبانيا                                              |
| ----------------------------------------------- | ------------ | ---------------------------------------------------- |
| - ميلوت 11' - أكليوش 79' - ماتيتا 3+90' (ركلة.) | تقرير        | 25'، 18' ف. لوبيز · 28' باينا · 120+1'، 100' كاميللو |

## الترتيب النهائي
وفقًا للاتفاقية الإحصائية في كرة القدم، تُحسب المباريات التي يتم حسمها في وقت إضافي على أنها حالة انتصار وخسارة، بينما تُحسب المباريات التي يتم حسمها عن طريق ركلات الترجيح على أنها حالة تعادل.
| م  | الفريق              | لعب | ف | ت | خ | أ.له | أ.ع | أ.ف | نقاط | النتيجة النهائية     |
| -- | ------------------- | --- | - | - | - | ---- | --- | --- | ---- | -------------------- |
| 1  | إسبانيا             | 6   | 5 | 0 | 1 | 16   | 8   | +8  | 15   | الميدالية الذهبية    |
| 2  | فرنسا (H)           | 6   | 5 | 0 | 1 | 14   | 6   | +8  | 15   | الميدالية الفضية     |
|    |                     |     |   |   |   |      |     |     |      |                      |
| 3  | المغرب              | 6   | 4 | 0 | 2 | 17   | 5   | +12 | 12   | الميدالية البرونزية  |
| 4  | مصر                 | 6   | 2 | 2 | 2 | 5    | 11  | −6  | 8    | المركز الرابع        |
|    |                     |     |   |   |   |      |     |     |      |                      |
| 5  | اليابان             | 4   | 3 | 0 | 1 | 7    | 3   | +4  | 9    | خرج من ربع النهائي   |
| 6  | باراغواي            | 4   | 2 | 1 | 1 | 6    | 8   | −2  | 7    | خرج من ربع النهائي   |
| 7  | الأرجنتين           | 4   | 2 | 0 | 2 | 6    | 4   | +2  | 6    | خرج من ربع النهائي   |
| 8  | الولايات المتحدة    | 4   | 2 | 0 | 2 | 7    | 8   | −1  | 6    | خرج من ربع النهائي   |
|    |                     |     |   |   |   |      |     |     |      |                      |
| 9  | أوكرانيا            | 3   | 1 | 0 | 2 | 3    | 5   | −2  | 3    | خرج من دور المجموعات |
| 10 | العراق              | 3   | 1 | 0 | 2 | 3    | 7   | −4  | 3    | خرج من دور المجموعات |
| 11 | نيوزيلندا           | 3   | 1 | 0 | 2 | 3    | 8   | −5  | 3    | خرج من دور المجموعات |
| 12 | جمهورية الدومينيكان | 3   | 0 | 2 | 1 | 2    | 4   | −2  | 2    | خرج من دور المجموعات |
| 13 | أوزبكستان           | 3   | 0 | 1 | 2 | 2    | 4   | −2  | 1    | خرج من دور المجموعات |
| 14 | مالي                | 3   | 0 | 1 | 2 | 1    | 3   | −2  | 1    | خرج من دور المجموعات |
| 15 | إسرائيل             | 3   | 0 | 1 | 2 | 3    | 6   | −3  | 1    | خرج من دور المجموعات |
| 16 | غينيا               | 3   | 0 | 0 | 3 | 1    | 6   | −5  | 0    | خرج من دور المجموعات |

## الإحصائيات

### قائمة الهدافين
عدد الأهداف المُسجلة  96 هدفًا  في 32 مباراة، بمتوسط 3 هدفًا في المباراة الواحدة.
8 أهداف
- سفيان رحيمي

6 أهداف
- فيرمين لوبيز

5 أهداف
- جون فيليب ماتيتا

3 أهداف
- إبراهيم عادل
- مارسيلو فرنانديز

هدفان
- تياغو ألمادا
- مايكل أوليز
- أيمن حسين
- شوتا فوغيو
- شونسوكي ميتو
- ريهيتو ياماموتو
- أشرف حكيمي
- عبد الصمد الزلزولي
- ألكس باينا
- سيرجيو كاميلو
- دجوردجي ميهايلوفيتش
- كيفن باريديس

هدف
- كلاوديو إيتشيفيري
- إيزيكيل فرنانديز
- لوتشيانو جوندو
- جوليانو سيميوني
- أنخيل مونتيس دي أوكا
- رافائيل نونيز
- أحمد كوكا
- محمود صابر
- ماغنيس أكليوش
- لويك بادي
- ديزيري دوي
- أرنود كاليمويندو
- ألكسندر لاكازيت
- اينزو ميلوت
- كيليان سيلديليا
- أمادو دياوارا
- علي جاسم
- عمري غاندلمان
- أوسكار غلوخ
- ماو هوسويا
- شيكنا دومبيا
- إلياس أخوماش
- بلال الخنوس
- المهدي موهوب
- أكرم النقاش
- أمير ريتشاردسون
- ماثيو غاربيت
- جيسي راندال
- بين وين
- فابيان بالبوينا
- خوليو إنسيسو
- دييغو غوميز
- سيرجيو غوميز
- ميغيل غوتيريز
- سامو أوموروديون
- مارك بوبيل
- أبيل رويز
- خوانلو سانشيز
- باكستن آرونسون
- جيانلوكا بوسيو
- والكير زيميرمان
- إيهور كراسنوبير
- دميترو كريسكيف
- فالنتين روبشينسكي
- إلدور شومورودوف
- أليشر أوديلوف

هدف ذاتي
- حميدو ديالو (ضد إسرائيل)

مصدر: FIFA